# S. Orgelbranda Encyklopedia Powszechna (1898)

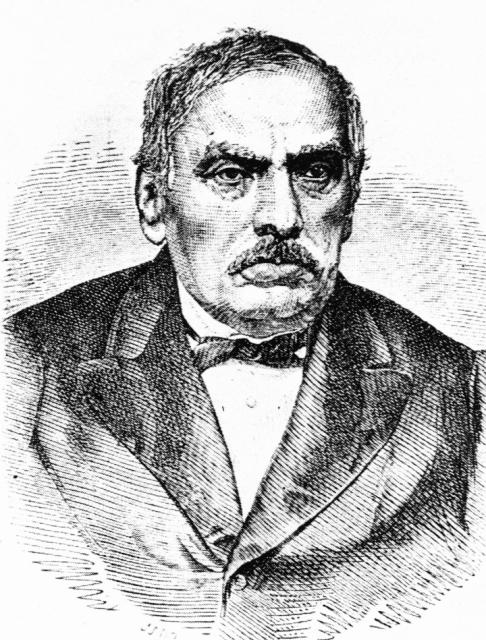
Samuel Orgelbrand

Pour les articles homonymes, voir S. Orgelbranda Encyklopedia Powszechna.
S. Orgelbranda Encyklopedia Powszechna (orthographe originale) est une encyclopédie en polonais. Troisième et dernière encyclopédie publiée par Samuel Orgelbrand (en), l'ouvrage illustré en dix-huit volumes a été publié à Varsovie après le décès du fondateur de l'entreprise par ses fils (à la Fonderie et imprimerie S. Orgelbrand Synów).

## Contenu
Elle comprend 16 volumes de base publiés entre 1898 et 1904 (le seizième volume contient le Supplément) et deux volumes du deuxième supplément (en 1911, le Supplément contient les entrées de A à J, et en 1912, le Supplément contient les entrées restantes - de K à Ż - et le supplément). De plus, le volume I, publié en 1898, contient ce qui suit à la fin de l'"achèvement (informations complémentaires aux deux entrées) et la correction du volume actuel. Aucun autre volume de ces ajouts ou rectificatifs n'a été imprimé.
L'encyclopédie a été publiée sur le territoire polonais de la partition russe, c'est pourquoi chaque volume de l'encyclopédie est annoté par la censure russe.
Chaque volume de l'Encyclopédie - format de page 243×170 mm, gaufré en cuir (format de page d'environ 247×190 mm) avec dorure - compte environ six cents pages. La publication est illustrée par de nombreux dessins (plusieurs centaines dans chaque volume) dans le texte. Outre les dessins, l'encyclopédie contient plusieurs dizaines de cartes lithographiques en couleur et d'autres illustrations en couleur sous forme d'autocollants.
| Volume | Année | Entrées (de – à)        |  | Volume | Année | Entrées (de – à)      |  | Volume | Année | Entrées (de – à)    |  | Volume | Année | Entrées (de – à)                                                                    |
| I      | 1898  | A ‒ Ażur                |  | VI     | 1900  | G ‒ Herburty          |  | XI     | 1901  | O ‒ Polonus         |  | XVI    | 1904  | Z ‒ Żyżmorskie starostwo i Suplement                                                |
| II     | 1898  | B ‒ Borysz              |  | VII    | 1900  | Hercegowina ‒ Jylland |  | XII    | 1902  | Polska ‒ Rohan      |  | XVII   | 1911  | Suplement II cz. 1, Aakjaer ‒ Jużakow                                               |
| III    | 1898  | Boryszewski ‒ Constable |  | VIII   | 1900  | K ‒ Kruszyński        |  | XIII   | 1903  | Rohatyn ‒ Sovereign |  | XVIII  | 1912  | Suplement II cz. 2, Kaan-Albert ‒ Żytomierz; uzup. do Suplementu II, Abegg ‒ Wilson |
| IV     | 1899  | Constans ‒ Dżyhad       |  | IX     | 1901  | Krut Bolej ‒ Marr     |  | XIV    | 1903  | Sowa ‒ Tzschirner   |  |        |       |                                                                                     |
| V      | 1899  | E ‒ Fyt                 |  | X      | 1901  | Marrast ‒ Nyx         |  | XV     | 1903  | U ‒ Yvon            |  |        |       |                                                                                     |